# Otto Kroeger
Otto Kroeger (* 27. April 1910 in Międzyrzecz (Meseritz); † 29. Januar 1945 im Zuchthaus Brandenburg-Görden) war ein deutscher Widerstandskämpfer und NS-Opfer.

## Leben

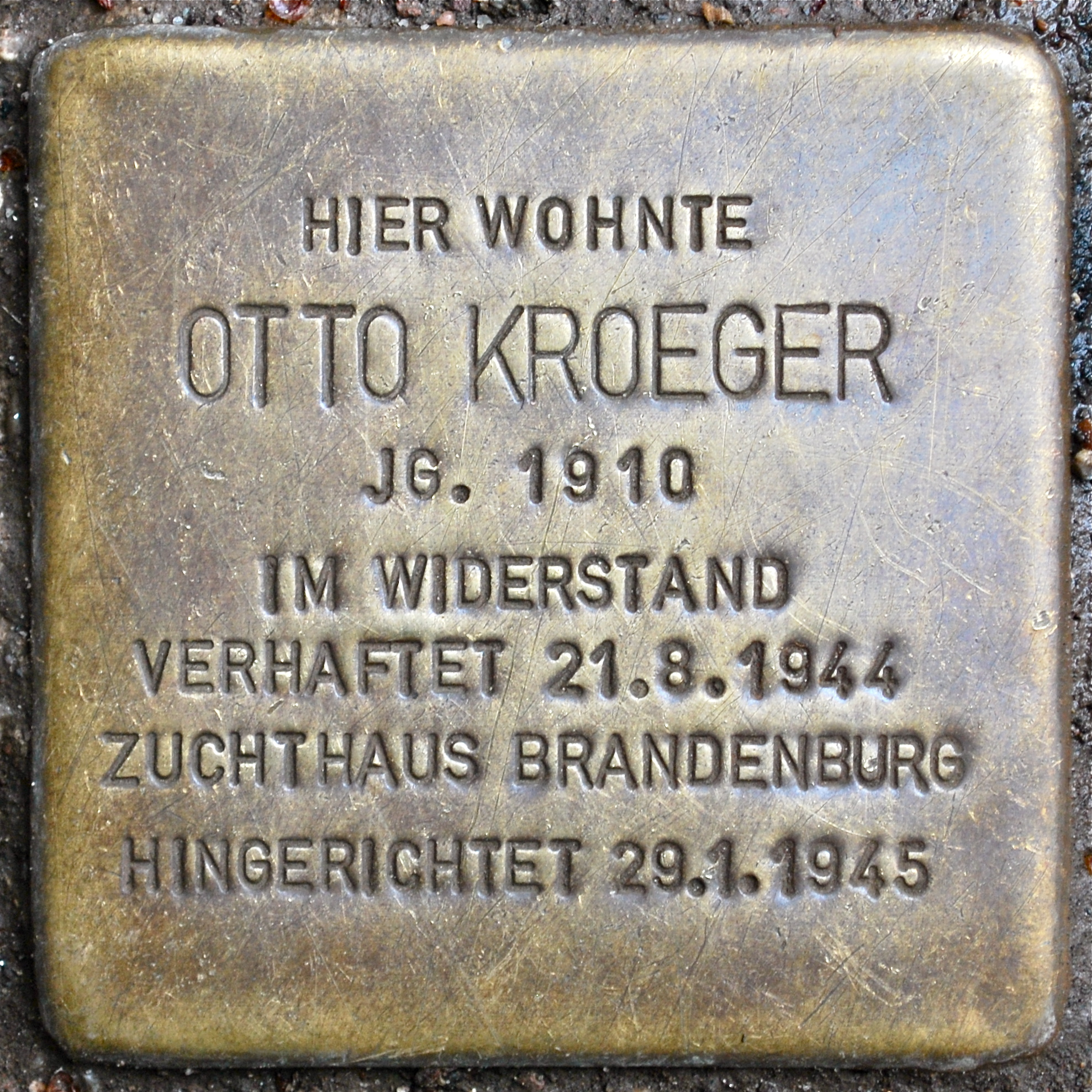
Stolperstein für Otto Kroeger, Utrechter Straße 43 in Berlin-Wedding

Kroeger war vor 1933 Mitglied der KPD und seit 1939 Maschineneinrichter in der Maschinen- und Armaturenfabrik Alfred Teves (ATE) in Berlin-Wittenau. Er konnte dort eine der größten betrieblichen Widerstandsgruppe mit etwa 40 Mitgliedern aufbauen. Die Gruppe verteilte illegale Flugblätter und Antikriegspropaganda und sammelte Spenden und Lebensmittelmarken für im Untergrund lebende Widerstandskämpfer. In den Jahren 1943 und 1944 war Kroeger außerdem in der Saefkow-Jacob-Bästlein-Widerstandsorganisation tätig. Die Gestapo nahm Kroeger am 21. August 1944 fest und misshandelte ihn schwer. Am 14. Dezember 1944 wurde er vom Volksgerichtshof zum Tode verurteilt und am 29. Januar 1945 im Zuchthaus Brandenburg-Görden hingerichtet.

## Gedenken
Im Juni 2009 wurde von der Stadt Berlin ein Stolperstein vor seiner Wohnung in der Utrechter Straße 43 in Berlin-Wedding angebracht.